# Хунд, Фридрих
Фри́дрих Хунд (нем. Friedrich Hund; 4 февраля 1896 года,  Карлсруэ — 31 марта 1997 года, Гёттинген) — немецкий физик. Участник разработки метода молекулярных орбиталей.

## Биография
Фридрих родился в семье торговца скобяными изделиями и товарами для дома Фридриха Хунда. Он ходил в школы в Карлсруэ, Эрфурте и Наумбурге до 1915 года и был единственным в классе, кто не был отправлен на Первую мировую войну, так как незадолго до её начала сломал ногу, и вместо этого он помогал своему учителю Паулю Шёнхолсу обучать младших школьников. Затем[когда?]

 два года он работал в метеорологической службе Кайзерлихмарине.
Изучал математику[когда?]

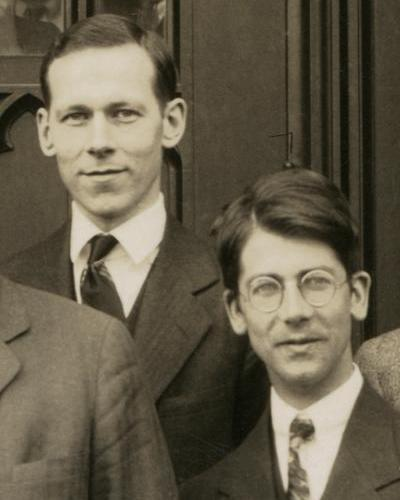
Роберт Малликен и Фридрих Хунд, Чикаго, 1929 год

, физику и географию в Марбургском университете и Гёттингенском университете.
В 1922 году Фридрих Хунд защитил докторскую диссертацию по эффекту Рамзауэра под научным руководством Макса Борна.
В 1922—1927 годах Хунд был штатным ассистентом Борна вместе с Вернером Гейзенбергом и Паскуалем Йорданом.
В 1927 году Ф. Хунд стал доцентом, а в 1928 году — профессором теоретической физики в Ростокском университете.
В 1929—1946 годах Хунд был профессором математической физики в Лейпцигском университете. Дружил с В. Гейзенбергом[когда?]

, защищал его от Йоханнеса Штарка. В отличие от Вернера Гейзенберга, Хунд[когда?]

 не принимал участия в «Урановом проекте». В 1945 году он стал проректором[где?].
В 1946—1951 годах Ф. Хунд был профессором Йенского университета, в 1948 году стал его ректором.
В 1951—1956 годах он был профессором Университета Франкфурта-на-Майне.
В 1956—1964 годах был профессором Гёттингенского университета.
В 1964 году вышел на пенсию, но продолжал читать[где?] лекции.
В последние годы жизни Хунд ослеп.
Фридрих Хунд умер в 1997 году, похоронен в Мюнхене вместе с женой, сестрой Гертрудой Пфирш и зятем Дитером Пфиршем.

## Семья
Фридрих Хунд 17 марта 1931 года женился на математике Ингеборг Сейнше (1905—1994). У них родились шестеро детей: Герхард Хунд (1932), Дитрих Хунд (Dietrich Hund, 1933—1939), Ирмгард Хунд (Irmgard Hund, 1934), Мартин Хунд (Martin Hund, 1937—2018), Андреас Хунд (Andreas Hund, 1940) и Эрвин Хунд (Erwin Hund, 1941).
Две внучки Фридриха Хунда — известные шахматистки: Барбара Хунд (родилась в 1959 году) и Изабель Хунд (родилась в 1962 году).

## Научная деятельность
Основные труды Хунда посвящены квантовой механике, спектроскопии (систематике атомных и молекулярных спектров), магнетизму и истории физики. Он автор более двухсот пятидесяти статей и монографий.
В 1925 году он сформулировал эмпирические правила, регулирующие порядок заполнения атомных орбиталей электронами — правила Хунда.
В 1927 году Хунд сформулировал эмпирические правила, регулирующие порядок заполнения атомных орбиталей электронами (правила Хунда). Ввёл (1931) представления о пи- и сигма-электронах и о пи- и сигма-связях в молекулах. Он исследовал закономерности взаимодействия угловых моментов в двухатомных молекулах.
В 1931 году он ввёл представления о пи-электронах и сигма-электронах, о пи-связях и сигма-связях в молекулах. Исследовал закономерности взаимодействия угловых моментов в двухатомных молекулах — случаи Хунда.
В 1927—1933 годах в ходе работы с Р. С. Малликеном Хунд сформулировал основной метод квантовой химии — метод молекулярных орбиталей — основанный на предположении, что внешние электроны молекулы, которые определяют многие из её важных свойств, находятся не на орбиталях отдельных атомов, а на орбиталях, принадлежащих молекуле в целом.
Учениками Хунда были Г. Леманн, Г. Эйлер, [[Вайцзеккер, Карл Фридрих фон|К. Ф. фон Вайцзеккер|de|}}, Ю. Шнакенберг, Г. Эйленбергер, Х. Бильц и другие.

## Признание

### Награды
- 1943 — медаль имени Макса Планка.
- 1949 — Национальная премия ГДР II степени в области науки и техники.
- 1965 — орден «За заслуги перед Федеративной Республикой Германия».
- 1971 — медаль Котениуса.
- 1974 — премия Отто Гана по физике и химии.
- 1976 — медаль Гаусса — Вебера.
- 1987 — медаль Герлаха Адольфа фон Мюнхгаузена.

### Академии наук, научные общества
- 1933 — член Саксонской академии наук.
- 1944 — член Леопольдины.
- 1949 — член Немецкой академии наук в ГДР.
- 1958 — член Гёттингенской академии наук.
- 1966 — почётный доктор университета Франкфурта-на-Майне.
- 1973 — почётный доктор университета Упсалы.
- 1977 — почётный член Немецкого физического общества.
- 1983 — почётный член университета Кёльна.
- 1991 — почётный член Гёттингенской академии наук.
- 1994 — почётный член Берлин-Бранденбургской академии наук.
- 1996 — почетный гражданин города Йена.